# François Rabbath
François Rabbath (Aleppo, Siria, 12 de marzo de 1931) es un contrabajista y compositor francés de origen sirio, autor de novedosos métodos e innovaciones técnicas para su instrumento. Rabbath se formó como autodidacta, y brevemente en el Conservatorio de París. Integrante de la orquesta de la Ópera Nacional de París, acompañó a diversos músicos populares antes de desarrollar una extensa carrera solista.

## Biografía
François Rabbath nació en Aleppo en el seno de una familia de músicos. A los trece años, su hermano mayor se presentó en su casa con un contrabajo que inmediatamente comenzaría a tocar sin tutela. Al mudarse con su familia al Líbano, Rabbath integró junto a sus hermanos diversas formaciones musicales, presentándose en restaurantes y hoteles. En Beirut, siguió un método de contrabajo de Edouard Nanny conseguido arbitrariamente, a quién buscaría nueve años más tarde al ingresar al Conservatorio de París. A su pesar, Nanny habría muerto en 1947, hecho que sin embargo no impidió una breve formación académica con Alphonse-Joseph Delmas, interrumpida a causa de sus ausencias e inusuales compromisos laborales.
En sus comienzos, Rabbath trabajó profesionalmente como acompañante o cesionista de figuras como Jacques Brel, Serge Gainsbourg, Charles Aznavour y Michel Legrand, pero también en cabarets y clubes de menor renombre. En 1963 grabó su primer sello solista. Al premiado The Sound of a Bass, siguió en 1965 el disco François Rabbath Nº2, incluyendo en primer lugar composiciones propias. En los años siguientes, su música comenzaría a hacerse valer entre películas, series de televisión y obras de teatro. Entre otros discos solistas, también pueden mencionarse Multi Bass '70 (Red Mark 9202), Live Around the World (Red Mark 9201) y Carmen (Red Mark 9203) con la versión original de la Fantasía de Carmen con Frank Proto en el piano.
Años más tarde, Rabbath debutaría como solista en el Carnegie Hall de Nueva York (en 1975), el Wigmore Hall de Londres (1977) y la Ópera-Comique de París (1983). Acercándose nuevamente al repertorio clásico, presentó en 1973, en la Saint-Chappelle, sus transcripciones de las suites de violonchelo de Johann Sebastian Bach. Desde 1980, también ocupó un puesto como contrabajista de la Opera Nacional de París.

## Nuevo Método para Contrabajo
Rabbath es autor de varios tomos de su Nouvelle Technique de la Contrebasse. Con su nueva técnica, el contrabajista prefirió reducir el cambio de posiciones de la mano izquierda, agilizando la digitación con un movimiento tipo pivot del pulgar. A su vez, desarrolló también una encomiable técnica en la escuela de arco francés; por regla general, Rabbath prefiere evitar ángulos grandes entre las cuerdas del instrumento y así facilitar el movimiento del arco por todas las cuerdas.

## Relación con Frank Proto
En 1978, François Rabbath inició una larga relación amistosa y profesional con el contrabajista y compositor norteamericano Frank Proto, con quien desarrolló un repertorio inusual para su instrumento. Ejemplos son el Concierto No. 2 para contrabajo y orquesta (requerido en 1980 por la Orquesta Sinfónica de Cincinnati), la Fantasía para Contrabajo y Orquesta (a estrenarse con la Orquesta Sinfónica de Houston), la Fantasía de Carmen (sonata de cinco movimientos acompañada con piano), sus Cuatro Escenas después de Picasso y el Concierto No. 3.

## Discografía
The Sound of a Bass (Philips, 1963)
Bass Ball (Philips-Mercury, 1963)
François Rabbath N° 2 (Philips, 1965)
Athis, Helios, dans « Dansez le sirtaki » (Polydor, s.d.)
Le Bateau sur l’herbe (EMI-Pathé, 1970 ?)
Omer Pacha (Disc AZ, 1971)
Collection « La Pensée universelle » N° 2 : Jesus Christ Amour – Revolte (Productions et Editions Sonores Paris, 1971)
François Rabbath au Palais des Sports de Paris (Emen, 1972)
La Guerre et la paix (Emen, 1972)
Multibasse (Emen, 1974)
Les Contes d’autrefois (paroles de Pierre Laforêt), dans Les Couac-couac (Carabine, 1976)
Multi-Bass (QCA/Red Mark, 1978)
Sazmorphosis (Emen, 1978)
Diba diba (paroles de Boby Lapointe), dans Intégrale des enregistrements de Boby Lapointe 1960-1969 (Philips)
Live in Paris (QCA/Red Mark, 1980)
Rabbath Plays Bach (QCA Red Mark/Liben, 1982)
Rabbath Plays Proto (Red Mark/Liben, 1986)
70 (Emen, 1990)
Dialogues and Meditations (Emen, 1990)
Live Around the World (Emen, 1990)
Live Around the World (Red Mark, 1992)
Multi Bass ’70 (Red Mark, 1992)
Carmen! (Red Mark, 1992)
Proto: Works for Double Bass and Orchestra (Red Mark, 1994)
Bach, Vivaldi, Bizet, Rabbath (Emen, 1995)
François Rabbath en concert : contrebasse & orchestre (Emen, 1996)
In A Sentimental Mood (King Productions, 2004)